# ستيف باربر (لاعب كرة قاعدة)
ستيف باربر (بالإنجليزية: Steve Barber)‏ هو لاعب كرة قاعدة أمريكي، ولد في 22 فبراير 1938 في تاكوما بارك في الولايات المتحدة، وتوفي في 4 فبراير 2007 في هندرسون في الولايات المتحدة بسبب ذات الرئة.

## وصلات خارجية
- ستيف باربر (لاعب كرة قاعدة) على موقعبيزبول رفرنس.كوم (الدوري الرئيسي) (الإنجليزية)
- ستيف باربر (لاعب كرة قاعدة) على موقعبيزبول رفرنس.كوم (الدوري الثانوي) (الإنجليزية)
- ستيف باربر (لاعب كرة قاعدة) على موقع مشجعي الرسوم البيانية (الإنجليزية)